# مطبوعة إلكترونية
في مجال النشر الأكاديمي، المطبوعة الإلكترونية هي النسخة الرقمية لمستند بحثي (عادة مقال صحفي، ويمكن أن يكون أيضًا نظرية، أو ورق مؤتمر، أو فصلاً في كتاب، أو كتابًا) يمكن الوصول لها عبر الإنترنت، سواء من مستودع رقمي مؤسسي محلي، أو 
مكتبة رقمية مركزية (معتمدة على الموضوع أو المجال).
عند التطبيق على المقالات الصحفية، يشمل المصطلح «المطبوعات الإلكترونية» كل من المطبوعات القبلية (قبل مراجعة الأقران) والمطبوعات البعدية (بعد مراجعة الأقران).
لا تسمى الإصدارات الرقمية لمواد أخرى ليست مستندات بحثية بمطبوعات إلكترونية، بل يطلق عليها اسم آخر، مثل الكتب الإلكترونية.

## وصلات خارجية
- What is an Eprint? نسخة محفوظة 6 يونيو 2017 على موقع واي باك مشين. as defined in the FAQ section of eprints.org
- Eprints as defined by Stevan Harnad